# Wladislaw Leonidowitsch Inosemzew

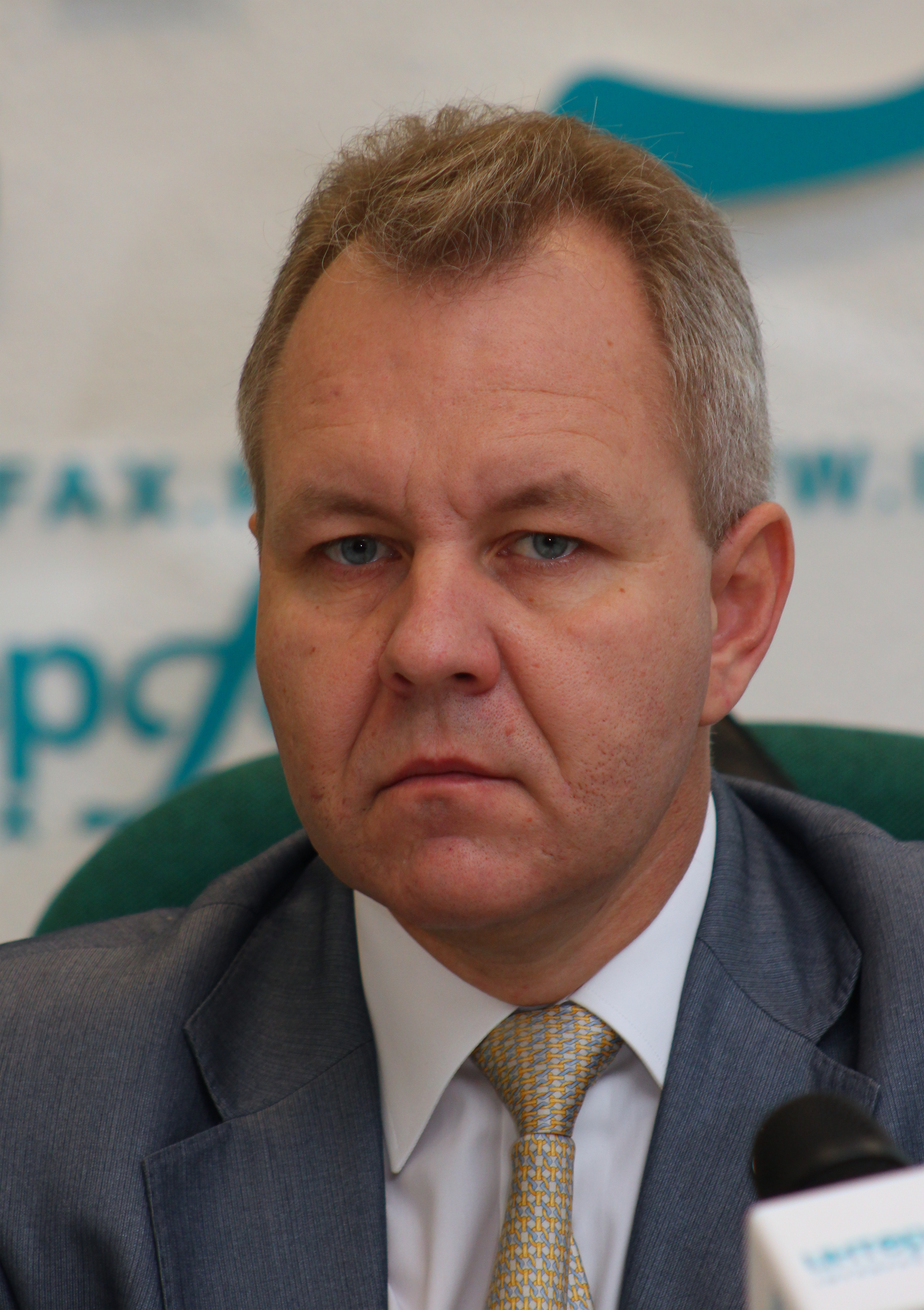
Wladislaw Inosemzew (2011)

Wladislaw Leonidowitsch Inosemzew (russisch Владислав Леонидович Иноземцев; * 10. Oktober 1968 in Gorki, heute Nischni Nowgorod) ist ein russischer Ökonom und Soziologe.

## Leben
Wladislaw Inosemzew wurde an der Lomonossow-Universität Moskau in Wirtschaftswissenschaften promoviert. Er ist Gründungsdirektor des Zentrums für Studien zur postindustriellen Gesellschaft und Autor zahlreicher in Russland, Frankreich, Großbritannien, den USA und China erschienenen Bücher sowie wissenschaftlicher und publizistischer Aufsätze. Von 1992 bis 2003 übte er Führungspositionen bei AO Meschbankowski finansowy dom und den Geschäftsbanken Kredit-Moskwa und Moskowsko-Parischski Bank aus. Und von 2003 bis 2011 war Inosemzew Herausgeber und Chefredakteur der Zeitschrift Swobodnaja mysl.
Von 2009 bis 2011 war er Berater der Kommission zur Modernisierung der Wirtschaft der Russischen Föderation von Präsident Dmitri Medwedew.
Er verfasste das Präsidentschaftsprogramm von Michail Prochorow, als dieser bei der Präsidentschaftswahl in Russland im Jahr 2012 kandidierte.
Inosemzew war außerdem im 2010er Jahrzehnt Stipendiat an der Deutschen Gesellschaft für Auswärtige Politik in Berlin und Senior Visiting Fellow des Instituts für die Wissenschaften vom Menschen in Wien.

## Äußerungen zu Russland
Im Frühjahr 2018 bezeichnete er den neuen Kalten Krieg zwischen dem Westen und Russland als eine Auswirkung des Abhandenkommens der Rationalität in der russischen Außenpolitik. Ein Ziel Putins sei nicht zu erkennen, außer es wäre jenes, in einem Land, das nicht einmal den Schein einer Demokratie wahre, Diktator zu werden. Auch die Versuche der Wiedererrichtung der Sowjetunion durch Integration sähen nicht vielversprechend aus.
2021 schrieb Inosemzew, Wladimir Putin werde immer antiwestlicher. Grund dafür seien seine persönlichen Differenzen gegenüber seinen westlichen Amtskollegen; Putin sei „kein Politiker oder gar Militär, sondern ein Spion, der weniger an Institutionen, Hierarchien oder Befehle und mehr an Loyalität, Vertrauen und Netzwerke“ glaube: „Putin glaubte, dass die Welt von Menschen regiert wird und nicht von Institutionen“.
Im Frühjahr 2022 erklärte Inosemzew, dass Putin erfülle „mustergültig den Katalog dessen, was Faschismus ausmacht“ und nannte in diesem Zusammenhang vier Säulen:
1. Irredentismus und Militarisierung als Kernstücke der Ideologie,
2. eine fortschreitende Etatisierung der russischen Wirtschaft (im Sinne einer durch Bürokraten beherrschten Wirtschaft),
3. eine Umstrukturierung der Verwaltung hin zu einem absoluten hierarchischen Durchgriff von Macht und Gewalt sowie
4. Symbolik und Propaganda.

Mit Bezug auf den russischen Überfall auf die Ukraine im Frühjahr 2022 meinte Inosemzew, dass Sanktionen alleine die Bevölkerung Russlands nicht dazu bringen werde, einen Putsch durchzuführen. Für die „Mehrheit der Russen“ sei „die Ukraine tatsächlich ein abtrünniger Teil ihres Landes“. Ein Putsch und Kriegsende sei laut Inosemzew dann am aussichtsreichsten, wenn der Westen Putin wegen Kriegsverbrechen verurteilt, aber den größten Teil der politischen Elite davon ausnimmt und der Elite ein Ende der Sanktionen in Aussicht stellt, wenn Putin im Gegenzug „mit den designierten Generälen“ an den Internationalen Gerichtshof überstellt wird.